# قلعه ابراهیم‌خان سنجرانی
قلعه ابراهیم‌خان سنجرانی که به نام قلعه چخانسور (بلوچی: چخانسوری کلات) نیز یاد می‌شود،در ولایت نیمروز ، در شهرستان چخانسور قرار دارد.

## تاریخ
این قلعه تاریخی که در زمان مقر فرمانروایی خوانین بلوچ در چخانسور بود که توسط ارتش افغانستان در زمان حکومت امیر عبدالرحمن خان اشغال شد.
بلوچ‌ها در دوره کمال خان و ابراهیم خان سنجرانی بر نیمروز حکمرانی می‌کردند و طوایف بلوچ نارویی و سنجرانی دو عنصر قدرتمند در نیمروز بودند. این قلعه از دوران حکمرانی سنجرانی‌ها بجا مانده است.

## وضعیت فعلی
این قلعه در حال حاضر به دلیل جنگ‌ها و بی‌توجهی در حال ویران شدن است.